# 拉斯卡佐沃
52°40′N 41°53′E / 52.667°N 41.883°E

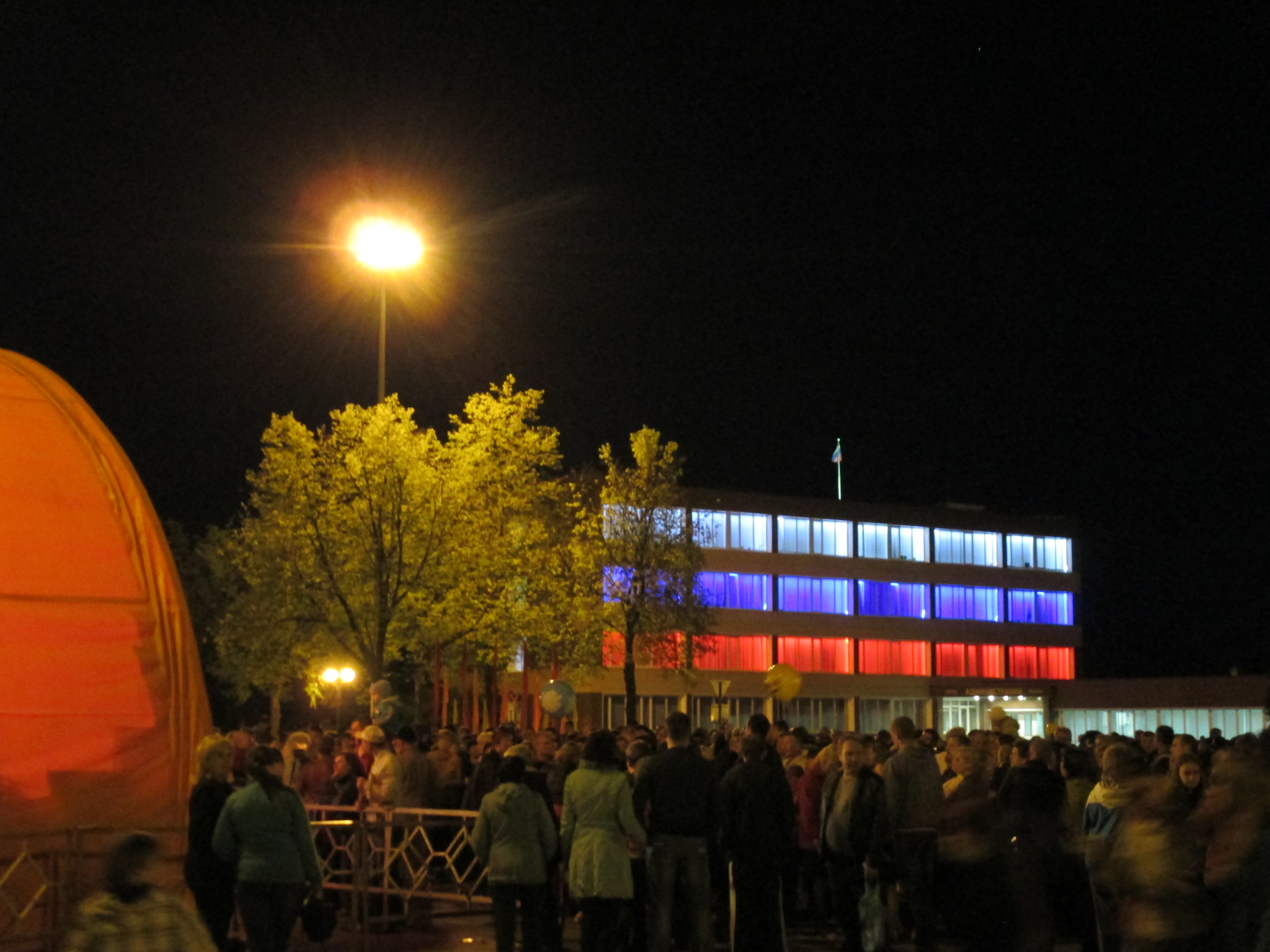
拉斯卡佐沃

拉斯卡佐沃（俄语：Расска́зово）是俄羅斯坦波夫州中部的城市，位於州府坦波夫以東40公里。2002年人口46,516人。
1698年建立，以當年首位居民、來自莫爾尚斯克的С·拉斯卡佐夫為名。1926年建市。